# Minja Koskela
Minja Koskela, född 1987 i Heinävesi, är en finländsk politiker (Vänsterförbundet). Hon är ledamot av Finlands riksdag sedan 2023. Hon är partiledare för Vänsterförbundet sedan 19 oktober 2024.
Koskela blev invald i riksdagen i riksdagsvalet 2023 med 10 112 röster från Helsingfors valkrets.